# Ареццо (університет)
Університет Ареццо (лат. Studium Aretino) — середньовічний італійський університет, заснований в 1215 році в місті Ареццо (Тоскана).
Статус studium generale було визнано з початку XIII століття.
Університет було закрито в 1260 році. Нове заснування відбулося в 1355 році, але вже в 1373 році університет було повторно закрито.